# Big Thief
Big Thief és un grup estatunidenc d'indie rock amb arrels folk procedent de Brooklyn, Nova York als Estats Units. Els seus membres són Adrianne Lenker (guitarra, vocals), Buck Meek (guitarra, coros), Max Oleartchik (baix), i James Krivchenia (bateria). Tots els membres van estudiar a Berklee Universitat de Música, on es van conèixer, però van formar el grup després d'haver-se graduat. El primer àlbum del grup, Masterpiece, va ser publicat per Saddle Creek Records, el 27 de maig de 2016. El dia 4 d'abril de 2017, Big Thief va estrenar Mythological Beauty al canal NPR. L'endemà van publicar el vídeo del senzill i van anunciar que formaria part del proper àlbum, Capacity, que va sortir el dia 9 de juny. El 2019 va ser un any prolífic pel grup, van publicar 2 àlbums i diversos senzills. El tercer àlbum U.F.O.F., va ser publicat el 3 de maig. Prèviament, van publicar 3 senzills que l'acompanyaven (U.F.O.F., Cattails i Century). El quart LP, Two Hands, es va publicar l'11 d'octubre i va ser precedit pels senzills Not i Forgotten Eyes. L'11 de febrer de 2022, publiquen el doble àlbum Dragon New Warm Mountain I Believe in You.

## Discografia

### Àlbums
- Masterpiece (2016) és el seu primer àlbum. Va rebre valoracions positives de la crítica, té una puntuació de 79/100 a Metacritic.[6] Jillian Mapes dona li dona una puntuació de 7,7 a Pitchfork, i que les cançons semblaven escollides expressament de tota una vida d'escriptura, és a dir, les més bones.[7] Robert Christgau va descriure les seves cançons com a "imatges fràgils i sorolloses d'un amor que, perpètuament, no pot aconseguir".[8] Ben Salmó va escriure el diari Portland Mercury, que en l'àlbum, el grup sona com "un desenterrat enregistrament de camp (Little Arrow), un grup de pop amb el pols d'un cor trencat (Vegas) i un clàssic, excitant estil d'indie-rock (Interstate)".[1]
- Capacity (2017), el segon àlbum de Big Thief, va rebre bones crítiques quan es va publicar. Metacritic, puntua l'àlbum de 81 sobre 100, tenint en compte 15 puntuacions de crítics musicals, i per tant, una aclamació universal de l'àlbum.[9] Capacity va aparèixer en múltiples llistes de l'àlbum de l'any, inclús en el número 1 en la llista de Bob Boilen del 2017.[10] Boilen digué, "no recordo l'última vegada que vaig tenir un mateix grup en la meva part alta de la llista d'àlbums de l'any 2 anys seguits, però enguany Capacity (el meu nº 1) i Masterpiece l'any passat (el meu nº4) ho han aconseguit". SPIN va nomenar Capacity, el nº2 en la seva llista "50 millors àlbums del 2017", citant "l'obert compromís del grup amb angoixa amb les seves cançons"[11] La cançó "Mary" va aparèixer a la llista de les 200 millors cançons dels 2010 de Pitchfork, concretament, el número 44.
- U.F.O.F. (2019), el tercer àlbum de Big Thief, es va anunciar el dia 26 de febrer de 2019. Va ser enregistrat a Bear Crek Studio a Woodinville, Washington. El mateix dia es va publicar el primer senzill, amb el mateix nom que l'àlbum, U.F.O.F. i també una gira per Amèrica i Europa.[12][13] El grup va publicar 2 senzills més, Cattails i Century abans de la data de sortida a la venda de l'àlbum, el 3 de maig de 2019. El disc va ser rebut amb molt bones crítiques. Pitchfork el va puntuar amb un 9,2 i el va nomenar "Millor música nova", també va ser el nº33 de la llista de Pitchfork dels 200 millors àlbums del 2010.[14][15] A Metacritic, l'àlbum va rebre una puntuació mitjana de 87/100.[16] La primera setmana de la publicació, va aconseguir arribar a la part superior de les llistes de Billboard, inclosa la primera posició en àlbums d'"Artistes Nous Alternatius", "Americana/Folk", "Millors nous àlbums", la segona en "Àlbums editats en vinil", la sisena en "Àlbums alternatius actuals", vuitè en "Àlbums de rock actuals" i 142è per la llista de Top 200 àlbums.[17] El grup va vendre totes les localitats en els 3 concerts previs a la publicació a Los Angeles i Nova York.[18] U.F.O.F. va ser nominat per la categoria Àlbum de Música Alternativa del 2020 als premis Grammy.[19]
- El quart àlbum, Two Hands (2019), es va publicar l'11 d'octubre de 2019. Es va gravar a Sonic Ranch a Tornillo, Texas poc després de l'enregistrament del tercer, U.F.O.F. El grup el concep com el "bessó de Terra", comparat al so del disc previ.[20][21]
- Dragon New Warm Mountain I Believe in You (2022) es va editar l'11 de febrer de 2021. Es tracta d'un doble disc de 20 cançons. Algunes crítiques com la de Pitchfork[4] on el comparen amb el White Album dels Beatles. Se'n destaca que la gravació es dugué a terme a 4 localitzacions diferents: a l'estat de Nova York, a Topanga a Califòrnia, al desert de Sonora a Arizona i a les muntanyes de Colorado.[5]

### EPs
- Live at the Bunker Studio (2021)[22]

### Senzills
- "Dandelion" (Saddle Creek; 2016)
- "Masterpiece" (Saddle Creek; 2016)
- "Real Love" (Saddle Creek; 2016)
- "Paul" (Saddle Creek; 2016)
- "Mythological Beauty" (Saddle Creek; 2017)
- "Shark Smile" (Saddle Creek; 2017)
- "Haley" (Saddle Creek; 2017)
- "U.F.O.F." (4AD; 2019)
- "Cattails" (4AD; 2019)
- "Century" (4AD; 2019)
- "Not" (4AD; 2019)
- "Forgotten Eyes" (4AD; 2019)
- "Love in Mine" (4AD; 2020)